# 보살 수행계위
보살 수행계위(菩薩修行階位)는 보살 즉 보살승(菩薩乘)의 수행자 즉 대승불교의 수행자가 처음 보리심(菩提心)을 발한 후 수행의 공덕을 쌓아서 불과(佛果) 즉 부처의 상태에 도달하기까지 거쳐가는 단계 또는 계위(階位)를 말한다. 보살의 수행계위 · 보살수행의 계위 또는 보살계위(菩薩階位)라고도 한다. 보살 수행계위 또는 수행계위 일반을 각각의 또는 궁극적인 계(界) 또는 계위에 들어가는 분위(分位)라는 뜻에서 입계분(入界分)이라고도 한다 (참고: 5주지번뇌#보살영락본업경). 여기서의 계(界)는 어떤 부류 · 범주 · 영역 · 구역 · 세계 · 경지 · 상태를 말한다.
보살 수행계위에 대해서 모든 대승불교의 경전과 논서의 의견이 일치하는 것은 아니며, 여러 가지 계위 체계가 있다. 이 문서에서는 그 계위의 수가 그 수가 적은 것에서 많은 것 순서로 나열하고 있으며, 나열된 수행계위들 외에도 다른 것들이 있을 수 있다.
이들 가운데 《화엄경》 계통의 경전인 《보살영락본업경》에서 설하고 있는 10신(十信) · 10주(十住) · 10행(十行) · 10회향(十廻向) · 10지(十地) · 등각(等覺) · 묘각(妙覺)의 52위(五十二位)의 수행계위 체계가 모든 계위를 사실상 빠짐없이 망라하고 있고 그 명칭과 뜻이 잘 정리되어 있어서 전통적으로 대승불교권에서 널리 채택되어 사용되고 있다.

## 10위
- 《대일경》에서 설하는 10주(十住)의 10위(十位)[6]
- 《대일경》에서 설하는 10지(十地)의 10위(十位)[6]
- 《승천왕반야경》에서 설하는 10지(十地)의 10위(十位)[6]
- 《대지도론》에서 설하는 3승공10지(三乘共十地)의 10위(十位)[6]

## 11위
- 《금광명경》에서 설하는 10지(十地) · 묘각(妙覺)의 11위(十一位)[6]

## 41위
- 《화엄경》에서 설하는 10주(十住) · 10행(十行) · 10회향(十廻向) · 10지(十地) · 불지(佛地)의 41위(四十一位)[9][10]
《60화엄》에서는 불지(佛地)라는 낱말과 등각(等覺)이라는 낱말을 구경각의 뜻으로 함께 사용하고 있다.[11][12] 《80화엄》과 《40화엄》에서도 구경각의 뜻으로 불지(佛地)라는 낱말을 사용하고 있다.[13] 하지만 《60화엄》과는 달리 구경각의 뜻으로 등각(等覺)이라는 낱말 대신 정등각(正等覺)이라는 낱말을 사용하고 있다.[14] 언제나 구경각을 뜻하는 묘각(妙覺)이라는 낱말은 《60화엄》에서는 사용되고 있지 않으며,[15] 《80화엄》과 《40화엄》에서는 각각에서 단 2회 사용되고 있다.[16]
- 법상종의 개조인 규기가 세운 10주(十住) · 10행(十行) · 10회향(十廻向) · 10지(十地) · 묘각(妙覺)의 41위(四十一位)[9][17]
유식학에서는 보살의 수행 계위를 41단계 즉 41위로 인정하고 41단계를 자량위 · 가행위 · 통달위 · 수습위 · 구경위의 5위(五位)에 다음과 같이 배대한다.[18][19][20]

1. 자량위(資糧位): 10주 · 10행과 10회향의 제10위인 법계무량회향(法界無量廻向)의 주심(住心)까지[21][22]
2. 가행위(加行位): 10회향의 제10위인 법계무량회향(法界無量廻向)의 출심(出心)의 단계, 즉, 통달위 즉 견도(見道)에 들기 위해 닦는 난(煖) · 정(頂) · 인(忍) · 세제일(世第一)의 4선근(四善根) 즉 4가행(四加行)의 단계[23][24]
3. 통달위(通達位): 견도위(見道位), 즉 10지의 첫 번째 계위인 초지(初地)의 입심(入心) 즉 환희지(歡喜地)의 입심(入心)[19][25][26][27]
4. 수습위(修習位): 10지 가운데 초지(初地) 즉 환희지(歡喜地)의 주심(住心)에서 제10지 즉 법운지(法雲地)의 출심(出心)까지[28]
5. 구경위(究竟位): 묘각(妙覺), 즉 부처의 지위 · 불지(佛地) · 불과(佛果) · 여래지(如來地) · 불지(佛智) · 일체지(一切智) · 대원경지(大圓鏡智)[29][30]

## 42위
- 《대지도론》에서 설하는 42자문(四十二字門)의 42위(四十二位)[6]
- 천태종의 제2조인 혜사가 42자문(四十二字門)을 배대시켜 세운 10주(十住) · 10행(十行) · 10회향(十廻向) · 10지(十地) · 등각(等覺) · 묘각(妙覺)의 42위(四十二位)[31]

## 51위
- 화엄종을 크게 일으킨 법장이 《화엄경탐현기》에서 세운 10신(十信) · 10해(十解) · 10행(十行) · 10회향(十廻向) · 10지(十地) · 불지(佛地)의 51위(五十一位)[32][33]
- 《인왕경》에서 설하는 10신(十信) · 10주(十住) · 10행(十行) · 10회향(十廻向) · 10지(十地) · 묘각(妙覺)의 51위(五十一位)[9][34][35][36][37]

## 52위
- 《보살영락본업경》에서 설하는 10신(十信) · 10주(十住) · 10행(十行) · 10회향(十廻向) · 10지(十地) · 등각(等覺) · 묘각(妙覺)의 52위(五十二位)[38][39][40][41][42][43]
- 법상종의 원측이 세운 10신(十信) · 10주(十住) · 10행(十行) · 10회향(十廻向) · 10지(十地) · 등각(等覺) · 묘각(妙覺)의 52위(五十二位)[1][44]
원측은 규기가 세운 10주(十住) · 10행(十行) · 10회향(十廻向) · 10지(十地) · 묘각(妙覺)의 41위(四十一位)[9][17]에 대해 맨 앞에 10신을 추가하고 10지를 10지와 등각으로 나누어 총 52위를 세웠다. 또한 그는 10신에는 두 종류가 있다고 보았는데, 첫 번째는 52위의 첫 번째 그룹인 10신으로 지위10신(地位十信) 또는 위지10신(位地十信)이라 한다. 두 번째는 52위의 두 번째 그룹인 10주의 제일 첫 번째 계위인 초주(初住)를 포함한 상위의 모든 계위에 공통되는 청정 또는 계합이라는 요소로서의 10신으로 행해10신(行解十信)이라 한다.[1][44]

## 57위
- 《수능엄경》에서 설하는 간혜지(乾慧地) · 10신(十信) · 10주(十住) · 10행(十行) · 10회향(十廻向) · 4가행(四加行) · 10지(十地) · 등각(等覺) · 묘각(妙覺)의 57위(五十七位)[1][45][46][47][48][49][50][51][52][53][54][55][56][57][58][59][60][61][62]

## 58위
- 조선시대에 편찬된 불교대장경인 《월인석보》 제2권에서 설하는 간혜지(乾慧地) · 10신(十信) · 10주(十住) · 10행(十行) · 10회향(十廻向) · 4가행(四加行) · 10지(十地) · 등각(等覺) · 금강혜(金剛慧) · 묘각(妙覺)의 58위(五十八位)[63][64][65][66][67][68][69][70][71][72]

## 참고 문헌
- 고려대장경연구소 (K0079 (T.0278)). 《대방광불화엄경 해제》. 2013년 4월 13일에 확인. |title=에 외부 링크가 있음 (도움말)
- 곽철환 (2003). 《시공 불교사전》. 시공사 / 네이버 지식백과. |title=에 외부 링크가 있음 (도움말)
- 구마라습 한역, 번역자 미상 (K.19, T.246). 《불설인왕반야바라밀경》. 한글대장경 검색시스템 - 전자불전연구소 / 동국역경원. K.19(5-1021), T.245(8-825). |title=에 외부 링크가 있음 (도움말)
- 법장 술, 노혜남 번역 (K.1513, T.1733). 《화엄경탐현기》. 한글대장경 검색시스템 - 전자불전연구소 / 동국역경원. K.1513(47-458), T.1733(35-107). |title=에 외부 링크가 있음 (도움말)
- 불공 한역, 번역자 미상 (K.1340, T.245). 《불설인왕반야바라밀경》. 한글대장경 검색시스템 - 전자불전연구소 / 동국역경원. K.1340(37-52), T.246(8-834). |title=에 외부 링크가 있음 (도움말)
- 운허.  동국역경원 편집, 편집. 《불교 사전》. |title=에 외부 링크가 있음 (도움말)
- 축불념 한역, 노혜능 번역 (K.530, T.1485). 《보살영락본업경》. 한글대장경 검색시스템 - 전자불전연구소 / 동국역경원. K.530(14-374), T.1485(24-1010). |title=에 외부 링크가 있음 (도움말)
- (중국어) 구마라습 한역 (T.245). 《불설인왕반야바라밀경(佛說仁王般若波羅蜜經)》. 대정신수대장경. T8, No. 245, CBETA. |title=에 외부 링크가 있음 (도움말)
- (중국어) 법장 술 (T.1733). 《화엄경탐현기(華嚴經探玄記)》. 대정신수대장경. T35, No. 1733, CBETA. |title=에 외부 링크가 있음 (도움말)
- (중국어) 불공 한역 (T.246). 《인왕호국반야바라밀다경(仁王護國般若波羅蜜多經)》. 대정신수대장경. T8, No. 246, CBETA. |title=에 외부 링크가 있음 (도움말)
- (중국어) 佛門網. 《佛學辭典(불학사전)》. |title=에 외부 링크가 있음 (도움말)
- (중국어) 星雲. 《佛光大辭典(불광대사전)》 3판. |title=에 외부 링크가 있음 (도움말)
- (중국어) 축불념 한역 (T.1485). 《보살영락본업경(菩薩瓔珞本業經)》. 대정신수대장경. T24, No. 1485, CBETA. |title=에 외부 링크가 있음 (도움말)